# 오바마정 (나가사키현)
오바마정(小浜町)은 나가사키현 미나미타카키군의 옛 정이다.